# Coralie Russier
Pour les articles homonymes, voir Russier.
Coralie Russier est une actrice française née le 31 août 1988 à Tournon-sur-Rhône (Ardèche).

## Biographie
Depuis toute jeune, Coralie Russier est attirée par le cinéma et le théâtre. Mais son enfance est marquée par la maladie, elle subit une greffe du foie à l'âge de 5 ans.
Elle devient comédienne grâce au dramaturge Roger Lombardot qui, touché par son histoire, écrit une pièce monologue, Sarah, qu'elle interprètera dès l'âge de 16 ans, et qui raconte sa relation imaginaire avec la donneuse anonyme,. La pièce sera jouée plus de 250 fois dans diverses salles en région, au théâtre du Gymnase à Paris, à Tahiti.
Elle est diplômée de l’École supérieure de comédiens en alternance (ESCA) en 2014. Elle alterne des rôles au théâtre et au cinéma.
Dans le film 120 battements par minute de Robin Campillo, elle incarne le personnage de Muriel. Elle est lectrice dans le spectacle homonyme donné en 2019 au Festival d'Avignon dans la cour d'honneur du Palais des papes pour la soirée de clôture.

## Théâtre
- 2005 : Sarah, écrit et mis en scène par Roger Lombardot ; reprise en 2014 au grand théâtre du Gymnase, tournée en France, à Tahiti, en Suisse
- 2013 : Une des dernières soirées de carnaval, de Carlo Goldoni, mise en scène de Hervé Van der Meulen, théâtre de l'Ouest Parisien
- 2014 : Jeux de massacre, d'Eugène Ionesco, mise en scène de Hervé Van der Meulen
- 2015 : Peer Gynt, de Henrik Ibsen, adapté et mis en scène par Nicolas Candoni, théâtre de Belleville
- 2015 : Les Mains froides, mise en scène de Nicolas Candoni et Charlotte Desserre, festival « Nanterre sur scène »
- 2017 : En miettes, adaptation de Jacques ou la Soumission et Journal en miettes d'Eugène Ionesco ; mise en scène Laura Mariani, théâtre de Belleville
- 2017 : Mi muñequita, de Gabriel Calderón, adapté et mis en scène par Sarah Calcine, théâtre de Belleville
- 2018 : Ce soir je ne jouerai pas Antigone, écrit et mis en scène par Roger Lombardot, Institut français du Maroc
- 2019 : 120 battements par minute - Le bain, d'après Jean-Luc Lagarce, de Arnaud Rebotini, Festival d'Avignon, soirée de clôture

## Filmographie

### Cinéma

#### Longs métrages
- 2017 : La fête est finie de Marie Garel-Weiss : la présidente de la réunion
- 2017 : Jusqu'à la garde de Xavier Legrand : la greffière
- 2017 : 120 Battements par minute de Robin Campillo : Muriel
- 2018 : Un amour impossible de Catherine Corsini : Nicole
- 2018 : Bêtes blondes de Maxime Matray et Alexia Walther : la barmaid
- 2019 : Le Daim de Quentin Dupieux : Vic, la voisine
- 2019 : Chanson douce de Lucie Borleteau : une nounou du casting
- 2020 : Nina de Laurent Maria : Bénédicte
- 2020 : Mandibules de Quentin Dupieux : Sandrine
- 2020 : Les Petites fièvres de Lise Thibeault :
- 2021 : Le Bal des folles de Mélanie Laurent : Camille
- 2022 : Selon la police de Frédéric Videau : Sandrine
- 2023 : Jeanne du Barry de Maïwenn : la sœur de Choiseul
- 2023 : Le Bonheur est pour demain de Brigitte Sy : Wendy

#### Courts métrages
- 2014 : Séance de Sonya Goddy : Julie
- 2015 : Bison 6 de Pauline Laplace : Julie
- 2015 : La Révolution n'est pas un dîner de gala de Youri Tchao-Débat : Lola
- 2016 : Ugh de Fanny Sidney : Flora
- 2017 : Marie salope de Jordi Perino : Marie
- 2017 : Que boit la vache ? de Jonathan Darona et Marie de Lerena : Lulu
- 2018 : L'Homme nu de Chérifa Tsouri :
- 2018 : Le Roi des démons du vent de Clémence Poésy : Marie (Talents Adami Cannes 2018)
- 2018 : Ding Dang Dong d'Onna Clairin
- 2019 : Massachusetts de Jordi Perino : Manue
- 2020 : Canyon de Martin Scali : Helge
- 2020 : Martin est tombé d'un toit de Matias Ganz : Jeanne
- 2020 : Entre la nuit d'Océane Court-Mallaroni : Olivia
- 2021 : Le Varou de Marie Heyse : Gabi
- 2022 : Hors jeu de Sophie Martin : Camille
- 2022 : De l'intérieur de Léo Przybylski : Gwenaëlle
- 2022 : Des tresses de Leïla Macaire

### Télévision
- 2018 : Insoupçonnable (mini-série télévisée)
- 2019 : Engrenages; créée par Alexandra Clert, saison 7, épisodes 1, 2 et 3 réalisés par Frédéric Jardin (série télévisée) : Mélanie
- 2019 : La Maladroite d'Eléonore Faucher (téléfilm) : Rachel David
- 2020-2025 : César Wagner d'Antoine Garceau (série télévisée) : Léa Saskevitch
- 2021 : La Fille dans les bois de Marie-Hélène Copti (téléfilm) : Céline
- 2023 : Sambre de Jean-Xavier de Lestrade (mini-série télévisée) : Sylvie André

## Distinctions
- 2015 : Festival Côté Court de Pantin : prix d'interprétation féminine pour Bison 6 de Pauline Laplace
- 2016 : Festival Côté court de Pantin : prix d'interprétation féminine pour La révolution n'est pas un dîner de gala de Youri Tchao-Débat
- 2016 : Festival Paris Courts Devant : prix d'interprétation féminine pour La révolution n'est pas un dîner de gala de Youri Tchao-Débat
- 2017 : Festival du film court de Villeurbanne : mention d'interprétation pour Marie salope de Jordi Perino